# 埃克魯 (密西西比州)
埃克魯（英語：Ecru）是位於美國密西西比州龐托托克縣的城鎮。

## 人口
根據2020年美國人口普查的數據，埃克魯的面積為12.22平方千米，當中陸地面積為12.21平方千米，而水域面積為0.01平方千米。當地共有人口901人，而人口密度為每平方千米74人。